# История почты и почтовых марок Верхнего Сенегала и Нигера
История почты и почтовых марок Верхнего Сенегала и Нигера описывает развитие почтовой связи во французской колонии Верхний Сенегал и Нигер во Французской Западной Африке, образованной в 1904 году из колонии Сенегамбия и Нигер с административным центром в Бамако. Нигер стал отдельным военным округом в 1911 году и самостоятельной колонией в 1922 году, Верхняя Вольта была выделена в 1919 году, а оставшаяся территория была реорганизована во Французский Судан в 1920 году. За время своего недолгого существования колония выпустила ряд почтовых марок.

## Развитие почты
Первые почтовые отделения на территориях, вошедших в состав Верхнего Сенегала и Нигера, были открыты Сенегалом в 1890 году. В 1892 году сенегальские почтовые отделения перешли в ведение Французского Судана.

## Выпуски почтовых марок
Вначале на этой территории в обращении были общие выпуски французских колоний и почтовые марки Сенегала. Затем до 1903 года использовались почтовые марки Французского Судана, когда их сменили выпуски Сенегамбии и Нигера.

### Первые марки
Первый выпуск почтовых марок Верхнего Сенегала и Нигера был частью омнибусного выпуска 1906 года Французской Западной Африки, состоящего из 17 марок трёх рисунков: с портретом Луи Федерба, портретом Ноэля Эжена Балле и с изображением масличной пальмы, номиналом от 1 сантима до 5 франков.

### Последующие эмиссии

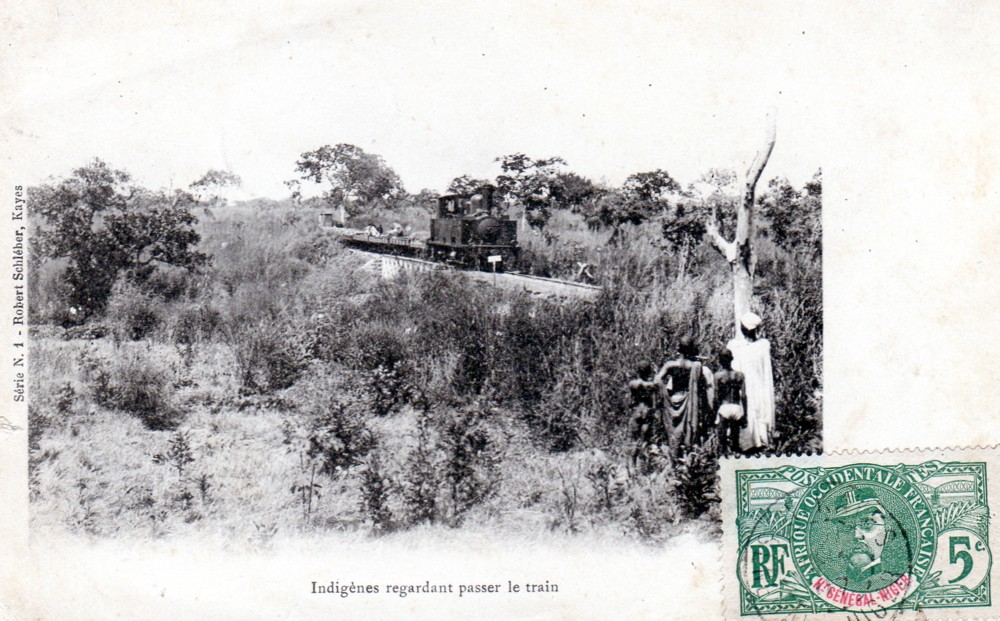
Почтовая карточка с почтовой маркой Верхнего Сенегала и Нигера номиналом 5 сантимов с портретом Луи Федерба

В 1914 году вышла ещё одна серия из 17 почтовых марок, все одинакового рисунка — верблюд со всадником, — но все двухцветные марки были напечатаны в разных цветах.
На почтовых марках колонии были надписи: фр. «R. F. Afrique Occidentale Française. Ht Sénégal-Niger» («Французская республика. Французская Западная Африка. Верхний Сенегал-Нигер»), «Haut-Sénégal-Niger» («Верхний Сенегал-Нигер») и «Postes» («Почта»).
Всех их заменили почтовые марки Французского Судана в 1921 году.
Всего были эмитированы 35 почтовых марок Верхнего Сенегала и Нигера.

## Другие виды почтовых марок

### Доплатные
В 1906 году и в 1914 году для Верхнего Сенегала и Нигера также были выпущены серии доплатных марок. Надпись на таких марках: фр. «Chiffre-taxe à percevoir» («Сумма, подлежащая уплате»). Всего было выпущено 15 доплатных марок.

### Почтово-благотворительные
В 1915 году на почтовой марке Верхнего Сенегала и Нигера номиналом 10 сантимов 1914 года выпуска была сделана надпечатка дополнительно 5 сантимов, после чего она продавалась как почтово-благотворительная марка.